# 富居大樹
富居 大樹（とみい だいき、1989年8月27日 - ）は、埼玉県浦和市（現：さいたま市浦和区）出身の元プロサッカー選手。ポジションはゴールキーパー（GK）。

## 来歴

### プロ入り前
浦和レッズの下部組織出身。武南高校2年時に全国高校サッカー選手権に出場し、大会優秀選手に選ばれた。また、日本高校選抜に選出されている。高校卒業後東京国際大学とは別の大学へ進学するも、事情により1年で退学。その後サッカー部の強化を進める東京国際大学からの誘いを受け、同大学に入学。1年生時からレギュラーに定着し、主将も務めた。3年生時には関東大学選抜に選出されている。

### ザスパクサツ群馬
2013年、ザスパクサツ群馬に入団。東京国際大学出身で初のJリーガーとなった。1年目は北一真・内藤圭佑に次ぐ第3GKとなり出場機会はなかったが、終盤戦はベンチ入りする機会が増えた。2年目の2014年も第3GKからスタートし、序盤はベンチにも入れなかったが、北と内藤が共に精彩を欠いたため第22節水戸ホーリーホック戦（0-2）でプロ初出場を果たすとスタメンに定着し、最後までその座を守り21試合に出場した。2015年も前年からのスタメンの座をキ－プし、キャリアハイとなる40試合に出場した。

### モンテディオ山形
2016年にモンテディオ山形に完全移籍。正GKの山岸範宏の控えとなり、リーグ戦1試合と天皇杯2試合の出場にとどまった。山岸退団後も児玉剛が加入したため、リーグ戦4試合の出場に終わった。

### 湘南ベルマーレ
2018シーズンより、湘南ベルマーレへ完全移籍した。移籍初年度はルヴァンカップ2試合の出場に終わり、2019年に入っても控え生活が続いていたが、11月9日のJ1リーグ第31節のセレッソ大阪戦でJ1リーグ初先発初出場を果たす。その試合以降は秋元陽太からポジションを奪った。
秋元がFC町田ゼルビアにレンタル移籍した2020年は背番号を1に変更。開幕から正GKを務めたが、チームの状況が上向かずガンバ大阪から期限付きで加入した谷晃生にポジションを奪われ、中盤戦には控えに降格。終盤戦になると第2GKの座も後藤雅明に譲りベンチからも外れてしまった。
2021シーズンは背番号1を谷に譲り、自身はプロ初年度につけた23に変更した。
開幕から後藤の移籍に伴い第2GKに復帰し、ルヴァンカップ第1節の浦和レッズ戦にて同じく昨年9月以来6ヶ月ぶりの公式戦出場を果たした。
同年5月19日、ルヴァンカップ第6節の柏レイソル戦では柏の猛攻を受けながらも自身の好セーブもあって失点を0に抑え、湘南のプレーオフステージ進出に貢献した。結果この年は谷がレンタル元で出場できないガンバ大阪戦など4試合に出場した。
谷がガンバに復帰した2023シーズンは、代わって韓国代表ソン・ボムグンが加入。引き続き第2GKを務めていたが、ボムグンが負傷した際は好パフォーマンスを見せ、10月の月間MVPを獲得した。

### 水戸ホーリーホック
2024年7月26日、水戸ホーリーホックに期限付き移籍することが発表された。
2024年いっぱいで期限付き移籍が終了となり、2025年1月7日に現役引退が発表された。

## 所属クラブ
- 浦和木崎サッカースポーツ少年団（さいたま市立木崎小学校）
- 2003年 - 2005年 浦和レッドダイヤモンズジュニアユース（さいたま市立木崎中学校）
- 2006年 - 2008年 武南高等学校
- 2009年 - 2012年 東京国際大学
- 2013年 - 2015年  ザスパクサツ群馬
- 2016年 - 2017年  モンテディオ山形
- 2018年 - 2024年  湘南ベルマーレ
  - 2024年7月 - 12月  水戸ホーリーホック（期限付き移籍）

## 個人成績
| 国内大会個人成績 | 国内大会個人成績 | 国内大会個人成績 | 国内大会個人成績 | 国内大会個人成績 | 国内大会個人成績 | 国内大会個人成績 | 国内大会個人成績 | 国内大会個人成績 | 国内大会個人成績 | 国内大会個人成績 | 国内大会個人成績 |
| 年度             | クラブ           | 背番号           | リーグ           | リーグ戦         | リーグ戦         | リーグ杯         | リーグ杯         | オープン杯       | オープン杯       | 期間通算         | 期間通算         |
| 年度             | クラブ           | 背番号           | リーグ           | 出場             | 得点             | 出場             | 得点             | 出場             | 得点             | 出場             | 得点             |
| 日本             | 日本             | 日本             | 日本             | リーグ戦         | リーグ戦         | リーグ杯         | リーグ杯         | 天皇杯           | 天皇杯           | 期間通算         | 期間通算         |
| ---------------- | ---------------- | ---------------- | ---------------- | ---------------- | ---------------- | ---------------- | ---------------- | ---------------- | ---------------- | ---------------- | ---------------- |
| 2010             | 東京国際大       | 1                | -                | -                | -                | -                | -                | 2                | 0                | 2                | 0                |
| 2013             | 群馬             | 23               | J2               | 0                | 0                | -                | -                | 0                | 0                | 0                | 0                |
| 2014             | 群馬             | 23               | J2               | 21               | 0                | -                | -                | 3                | 0                | 24               | 0                |
| 2015             | 群馬             | 23               | J2               | 40               | 0                | -                | -                | 0                | 0                | 40               | 0                |
| 2016             | 山形             | 31               | J2               | 1                | 0                | -                | -                | 2                | 0                | 3                | 0                |
| 2017             | 山形             | 23               | J2               | 4                | 0                | -                | -                | 1                | 0                | 5                | 0                |
| 2018             | 湘南             | 21               | J1               | 0                | 0                | 2                | 0                | 1                | 0                | 3                | 0                |
| 2019             | 湘南             | 21               | J1               | 4                | 0                | 6                | 0                | 0                | 0                | 10               | 0                |
| 2020             | 湘南             | 1                | J1               | 6                | 0                | 2                | 0                | -                | -                | 8                | 0                |
| 2021             | 湘南             | 23               | J1               | 4                | 0                | 8                | 0                | 1                | 0                | 13               | 0                |
| 2022             | 湘南             | 23               | J1               | 2                | 0                | 4                | 0                | 0                | 0                | 6                | 0                |
| 2023             | 湘南             | 23               | J1               | 8                | 0                | 3                | 0                | 3                | 0                | 14               | 0                |
| 2024             | 湘南             | 23               | J1               | 4                | 0                | 0                | 0                | 1                | 0                | 5                | 0                |
| 2024             | 水戸             | 25               | J2               | 3                | 0                | -                | -                | -                | -                | 3                | 0                |
| 通算             | 日本             | 日本             | J1               | 28               | 0                | 25               | 0                | 6                | 0                | 59               | 0                |
| 通算             | 日本             | 日本             | J2               | 69               | 0                | -                | -                | 5                | 0                | 74               | 0                |
| 通算             | 日本             | 日本             | 他               | -                | -                | -                | -                | 2                | 0                | 2                | 0                |
| 総通算           | 総通算           | 総通算           | 総通算           | 97               | 0                | 25               | 0                | 13               | 0                | 135              | 0                |

- 公式戦初出場 - 2014年7月12日 天皇杯2回戦 vs栃木SC（栃木県グリーンスタジアム）
- J2リーグ初出場 - 2014年7月20日 J2第22節 vs水戸ホーリーホック（ケーズデンキスタジアム水戸）
- J1リーグ初出場 - 2019年11月9日 J1第31節 vsセレッソ大阪（ヤンマースタジアム長居）

## 代表・選抜歴
- 2007年 日本高校選抜
- 2012年 関東大学選抜

## タイトル

### クラブ
東京国際大学
- 埼玉県大学サッカーリーグ1部：2回 (2011年、2012年)
- 埼玉県大学サッカーリーグ2部：1回 (2009年)

湘南ベルマーレ
- Jリーグカップ：1回（2018年）

### 個人
- 全国高等学校サッカー選手権大会 大会優秀選手：1回 (2006年)
- J1リーグ・月間MVP：1回 (2023年10月)